# Marcin Wojdat
Marcin Michał Wojdat (ur. 19 czerwca 1973 w Warszawie) – polski działacz społeczny i pracownik samorządowy związany ze stołecznym ratuszem, socjolog, instruktor harcerski w stopniu harcmistrza. W 2024 prezes Polskiej Wytwórni Papierów Wartościowych S.A..

## Wykształcenie
Ukończył technikum elektroniczne w Warszawie i studia w Instytucie Stosowanych Nauk Społecznych Uniwersytetu Warszawskiego.

## Harcerstwo
Był członkiem Związku Harcerstwa Polskiego, a od 1996  Stowarzyszenia Harcerskiego, działającego w warszawskim Śródmieściu. Był drużynowym 279. Warszawskiej Drużyny Harcerzy "Brzask" im. Jana Nowaka-Jeziorańskiego, a następnie od 1992 komendantem szczepu oraz od 1996 komendantem hufca harcerzy.
W latach 2000–2006 był naczelnikiem Stowarzyszenia Harcerskiego.

## Praca zawodowa
Pracował w Fundacji Inicjatyw Społeczno-Ekonomicznych i Centrum Organizacji Pozarządowych. Był członkiem komisji rewizyjnej Stowarzyszenia Klon/Jawor. Były dyrektor warszawskiego Banku Żywności SOS, przewodniczący Forum Dialogu Społecznego i przewodniczący Rady Opiekuńczej dla Bezdomnych przy prezydencie Warszawy. W latach 2006–2016 był pełnomocnikiem prezydentów Warszawy Lecha Kaczyńskiego i Hanny Gronkiewicz-Waltz ds. współpracy z organizacjami pozarządowymi. Pełnił też funkcję dyrektora Centrum Komunikacji Społecznej – komórki organizacyjnej Urzędu m.st. Warszawy odpowiadającej m.in. za konsultacje społeczne i dialog z mieszkańcami. W latach 2013–2021 był sekretarzem m.st. Warszawy. 
25 stycznia 2024 objął funkcję prezesa zarządu Polskiej Wytwórni Papierów Wartościowych S.A., którą pełnił do 11 października tego samego roku.

## Odznaczenia
21 lutego 2007 za zasługi w pracy zawodowej i działalności społecznej w tym za działalność harcerską został odznaczony przez prezydenta RP Brązowym Krzyżem Zasługi.
W 2015 za zasługi w działalności na rzecz rozwoju społeczeństwa obywatelskiego w Polsce i osiągnięcia w pracy zawodowej i społecznej odznaczony Krzyżem Kawalerskim Orderu Odrodzenia Polski. 

## Życie prywatne
Jest mężem Róży Rzeplińskiej, również instruktorki harcerskiej i byłej naczelnik SH, córki Andrzeja Rzeplińskiego, byłego prezesa Trybunału Konstytucyjnego.